# Europrop TP400
Europrop International TP400-D6 je 11000 konjski turbopropelerski motor, ki se uporablja na vojaškem transportnem letalu Airbus A400M Atlas. Je za NK-12 in Progress D-27 tretji najmočnejši turboprop. NK-12 in D-27 za razliko uporabljata kontrarotirajoče propelerje, TP400 pa samo en 8-kraki scimitar propeler.
Motor ima dvogredni generator plina (gas generator) in prosto pogonsko turbino. Tlačno razmerje je okrog 25:1, specifična poraba goriva je nizka, samo okrog 0,238 kg/kW-hr.

## Specifikacije  (TP400-D6)
- Tip: Turboprop
- Dolžina: 138 in (3,5 m)
- Premer: 36,4 in (0,92 m)
- Teža: 1890 kilogramov (4167 lb)
- Kompresor: 5-stopenjski srednjetlačni, šeststopenjski visokotlačni
- Turbina:  enostopenska visokotlačna, enostopenjska srednjetlačna, tristopenjka nizkotlačna (pogonska)
- Največja moč: 11000 KM (8203 kW)
- Tlačno razmerje: 25
- Temperatura ob vstopu v turbino: okrog 1500K
- Specifična poraba goriva: približno 0,39 lb/KMhr (0,238 kg/kW-hr)
- Razmerje potisk/teža: 4,41 kW/kg (2,68 KM/lb)